# Assemblea Prefectural de Saitama
L'Assemblea Prefectural de Saitama (埼玉県議会, Saitama-ken Gikai) és l'organ legislatiu de la prefectura de Saitama, al Japó. La seua composició actual és de 93 diputats elegits en 52 circumscripcions electorals cada quatre anys per sufragi universal amb el sistema de vot únic no transferible. Les seues sessions són dutes a terme a l'edifici de l'assemblea prefectural situat a Urawa, a la ciutat de Saitama.

## Història
La primera assemblea prefectural de Saitama es va crear l'any 1879 amb el nom d'Assemblea de Saitama (埼玉県会, Saitama-ken Kai). L'actual assemblea es va crear l'any 1947 sota la nova llei d'autonomia local.

## Composició
| Grup Parlamentari | Grup Parlamentari                   | Components          | Líder             | Total |
|                   | Partit Liberal Democràtic           | PLD: 50             | Nobuaki Kojima    | 50    |
|                   | Assemblea de Ciutadans Independents | Independents: 14    | Shigeo Oka        | 14    |
|                   | Fòrum Democràtic de Saitama         | PDC: 5 PDG:4 NET: 1 | Naoaki Tanami     | 10    |
|                   | Kōmeitō                             | Kōmeitō: 9          | Junji Nishiyama   | 9     |
|                   | Partit Comunista del Japó           | PCJ: 6              | Reiko Yanagishita | 6     |
|                   | Grup Reformista Independent         | Independent: 1      | Hiroshi Nakagawa  | 1     |
|                   | Independents                        | PDC: 1              |                   | 1     |

## Circumscripcions
Els escons es s'assignen segons les següents circumscripcions electorals:
| Circumscripcions electorals | Circumscripcions electorals | Circumscripcions electorals | Circumscripcions electorals | Circumscripcions electorals                   | Circumscripcions electorals |
| Circumscripció              | Municipis                   | Escons                      | Circumscripció              | Municipis                                     | Escons                      |
| --------------------------- | --------------------------- | --------------------------- | --------------------------- | --------------------------------------------- | --------------------------- |
| Sud 1                       | Sōka                        | 3                           | Oest 6                      | Fujimi                                        | 1                           |
| Sud 2                       | Kawaguchi                   | 7                           | Oest 7                      | Kawagoe                                       | 4                           |
| Sud 3                       | Saitama (Nishi)             | 1                           | Oest 8                      | Hidaka                                        | 1                           |
| Sud 4                       | Saitama (Kita)              | 2                           | Oest 9                      | Moroyama Ogose Hatoyama                       | 1                           |
| Sud 5                       | Saitama (Ōmiya)             | 1                           | Oest 10                     | Sakado                                        | 1                           |
| Sud 6                       | Saitama (Minuma)            | 2                           | Oest 11                     | Tsurugashima                                  | 1                           |
| Sud 7                       | Saitama (Chūō)              | 1                           | Oest 12                     | Higashi-Matsuyama Kawajima Yoshimi            | 2                           |
| Sud 8                       | Saitama (Sakura)            | 1                           | Oest 13                     | Namegawa Ranzan Ogawa Tokigawa                | 1                           |
| Sud 9                       | Saitama (Urawa)             | 2                           | Nord 1                      | Chichibu                                      | 1                           |
| Sud 10                      | Saitama (Minami)            | 2                           | Nord 2                      | Yokoze Minano Nagatoro Ogano Higashi-Chichibu | 1                           |
| Sud 11                      | Saitama (Midori)            | 1                           | Nord 3                      | Honjō Kamikawa Kamisato                       | 2                           |
| Sud 12                      | Saitama (Iwatsuki)          | 1                           | Nord 4                      | Fukaya Misato Yorii                           | 3                           |
| Sud 13                      | Ageo Ina                    | 3                           | Nord 5                      | Kumagaya                                      | 3                           |
| Sud 14                      | Okegawa                     | 1                           | Est 1                       | Gyōda                                         | 1                           |
| Sud 15                      | Kitamoto                    | 1                           | Est 2                       | Hanyū                                         | 1                           |
| Sud 16                      | Kōnosu                      | 2                           | Est 3                       | Kazo                                          | 2                           |
| Sud 17                      | Shiki                       | 1                           | Est 4                       | Kuki                                          | 2                           |
| Sud 18                      | Niiza                       | 2                           | Est 5                       | Hasuda                                        | 1                           |
| Sud 19                      | Warabi                      | 1                           | Est 6                       | Shiraoka Miyashiro                            | 1                           |
| Sud 20                      | Toda                        | 2                           | Est 7                       | Kasukabe                                      | 3                           |
| Sud 21                      | Asaka                       | 2                           | Est 8                       | Koshigaya                                     | 4                           |
| Sud 22                      | Wakō                        | 1                           | Est 9                       | Yashio                                        | 1                           |
| Oest 1                      | Tokorozawa                  | 4                           | Est 10                      | Misato                                        | 2                           |
| Oest 2                      | Iruma                       | 2                           | Est 11                      | Satte Sugito                                  | 1                           |
| Oest 3                      | Hannō                       | 1                           | Est 12                      | Yoshikawa Matsubushi                          | 1                           |
| Oest 4                      | Sayama                      | 2                           |                             |                                               |                             |
| Oest 5                      | Fujimino Miyoshi            | 2                           |                             |                                               |                             |
| TOTAL: 93 escons            |                             |                             |                             |                                               |                             |